# Mokroluh
Mokroluh (węg. Sárpatak, Tapolysárpatak) – wieś (obec) na Słowacji w kraju preszowskim, powiecie Bardejów. Położona w historycznym kraju Szarysz.

## Położenie
Leży w dolinie Topli, na szerokiej terasie na lewym brzegu rzeki, ok. 5 km na północny zachód od Bardejowa. Przez wieś przebiega droga krajowa nr 77 z Bardejowa do Lubotina, od której za Tarnovem odbija droga do granicy polskiej na Przełęczy Tylickiej.

## Historia
Pierwsza wzmianka o miejscowości pochodzi być może już z 1277 r., kiedy miałaby być ona wymieniana jako Mokurlang. W roku 1320 w dokumencie Karola Roberta Andegaweńskiego, którym król nadawał przywileje miejskie Bardejowowi, występuje nazwa Saarpotok, choć nie wiadomo na pewno, czy dotyczyła ona już wsi, czy tylko podmokłego terenu, na którym ona później powstała (węg. sár patak = błotnisty potok).
Na pewno wieś funkcjonowała już w roku 1347, gdy toczył się spór między Bardejowem a Stefanem i Jerzym Bebekami, posiadaczami zamku Makowica. W wydanym w tym roku dokumencie król Ludwik I stwierdza, iż villa Sarpatak vocata należy do miasta. Ponownie wieś wymieniona została w dokumencie wystawionym w 1351 r. z nakazu królowej Elżbiety, mającym uregulować spory o ziemię między Bardejowem a okoliczną szlachtą, jednak w roku 1355 Mokroluh wraz z działającym w nim młynem dalej należał do feudalnego "państwa" Smilno - Makovica.
Na przełomie XIV i XV w. Mokroluh, podobnie jak wsie Dlhá Lúka, Bardejovská Nová Ves (obie w 1971 r. włączone do Bardejowa) i połowę wsi Zlaté bezprawnie dzierżył niejaki Jan Wolach. Dokumentem z 1403 r. król Zygmunt Luksemburski nakazał mu je zwrócić miastu (Ipsis possesiones Sarpathak, Longa villa et nova Villa nuncupatas, item mediam possessionem seu villam Kunstyl dictam...). Prawdopodobnie tak się jednak nie stało i dopiero w roku 1471, po bezpotomnej śmierci Jakuba Cudara z Olnodu, właściciela Makowicy, Mokroluh decyzją króla Macieja Korwina przeszedł pod władzę miasta.
W kolejnych latach wieś występowała jako Mokro luch (1773), Mokroluky (1920) i w końcu Mokroluh (1927).
W 1723 Mokroluh zniszczył pożar. W roku 1787 miała wieś 52 domy i 412 mieszkańców, a w roku 1828 miała 70 domów i 534 mieszkańców. Zajmowali się oni rolnictwem, hodowlą bydła, wyrobem gontów oraz drewnianych naczyń i drewnianego sprzętu domowego. Od połowy XIX w. pojawiła się duża emigracja.